# Песчаный (Уфимский район)
Песчаный (баш. Песчаный) — деревня в Уфимском районе Республики Башкортостан Российской Федерации. Входит в состав Булгаковского сельсовета.

## География

### Географическое положение
Расстояние до:
- районного центра (Уфа): 26 км,
- центра сельсовета (Булгаково): 6 км,
- ближайшей ж/д станции (Уршак): 9 км.

## Население
| 2002 | 2009 | 2010 |
| ---- | ---- | ---- |
| 174  | ↗207 | ↘181 |

Национальный состав
Согласно переписи 2002 года, преобладающие национальности — русские (34 %), татары (30 %).